# Euphorbia pentagona
Euphorbia pentagona es una especie fanerógama perteneciente a la familia de las euforbiáceas. Es endémica de Sudáfrica en la Provincia del Cabo.

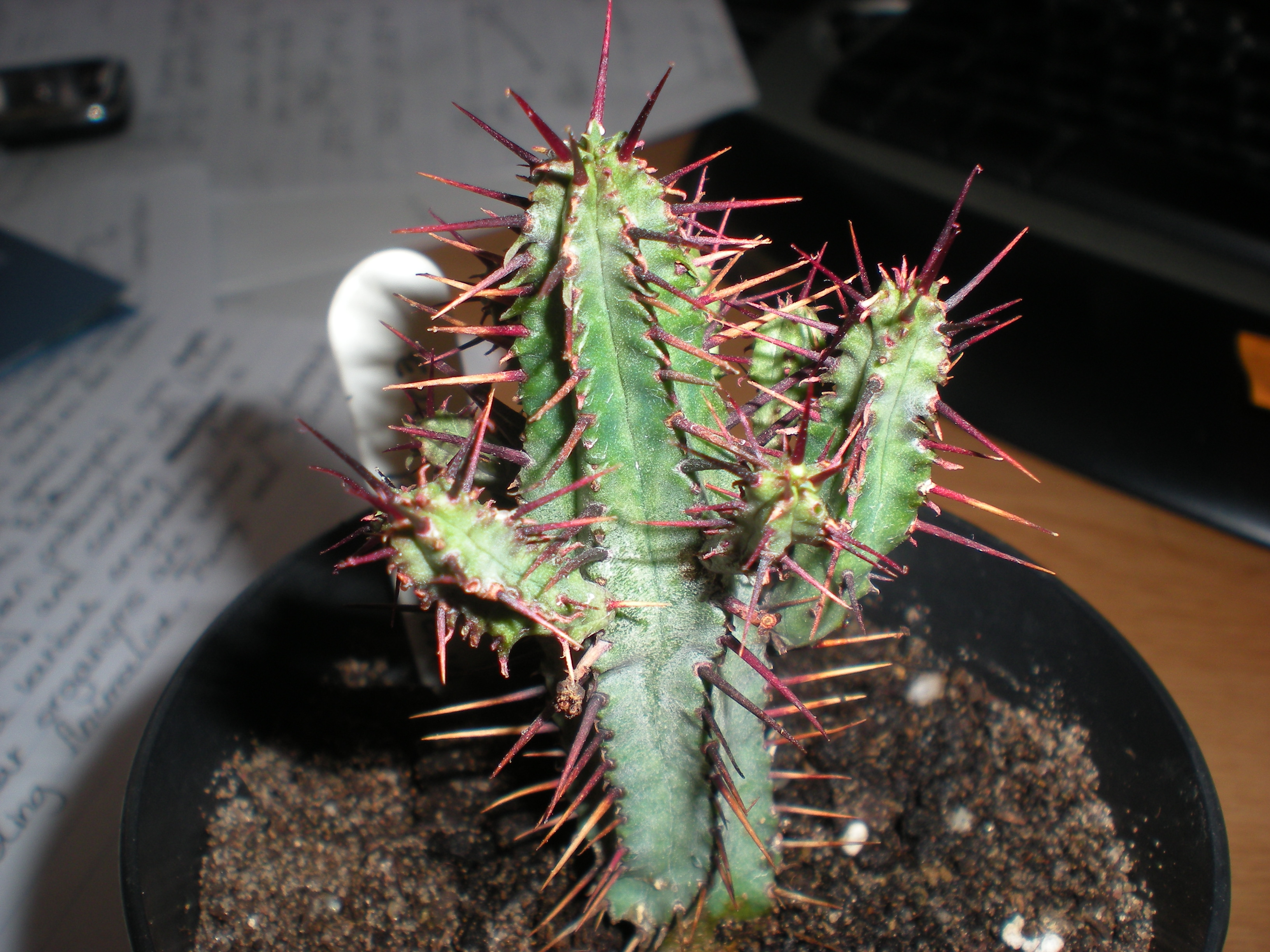
Detalle de la planta

## Descripción
Es una planta suculenta columnar espinosa y con las inflorescencias en ciatios. Tiene una forma pentagonal  donde cada vértice va hacia afuera, y cada lado es una concavidad suave. Las espinas, de color rojo cuando está fresca, salen del cuerpo a  intervalos iguales. A medida que envejece, las espinas tienden a perder su color. La forma poligonal de la sección transversal puede tener vértices adicionales como ramas nuevas creciendo a los lados. A menudo, las ramas crecen desde donde una vez fue la columna vertebral, o debería haber sido.

## Taxonomía
Euphorbia pentagona fue descrita por Adrian Hardy Haworth y publicado en Philosophical magazine, or annals of chemistry, ... 1: 187. 1827.
Etimología
Euphorbia: nombre genérico que deriva del médico griego del rey Juba II de Mauritania (52 a 50 a. C. - 23), Euphorbus, en su honor – o en alusión a su gran vientre –  ya que usaba médicamente Euphorbia resinifera. En 1753 Carlos Linneo asignó el nombre a todo el género.
pentagona: epíteto latino que significa "con cinco ángulos"